# Epidendrum cnemidophorum
Epidendrum cnemidophorum es una especie de orquídea epífita del género Epidendrum. Esta es una planta grande con las flores vistosas y un labelo muy distintivo.

## Descripción
Es una orquídea epífita; con tallos secundarios robustos, que alcanzan un tamaño de 50 cm de alto y 8 mm de ancho, lateralmente comprimidos, foliados. Hojas de 14 cm de largo y 2.5 cm de ancho, ápice acuminado. Inflorescencia en forma de racimo de 14 cm de largo, con 3–10 flores vistosas, el pedúnculo de 6 cm de largo, envuelto en 3 o 4 vainas de 5–6 cm de largo, lateral y fuertemente aplanadas y conduplicadas, imbricadas, conspicuamente difiriendo de las brácteas florales, las brácteas florales envainando la base de los pedicelos, las flores con sépalos y pétalos amarillo-verdosos con manchitas purpúreas, el labelo blanco con tintes rosados y la columna purpúreo clara; sépalos 22 mm de largo y 7 mm de ancho, obtusos; pétalos 20 mm de largo y 3 mm de ancho, agudos; la porción libre del labelo 14 mm de largo y 11 mm de ancho, 3-lobada, los lobos laterales dolabriformes, 9 mm de largo y 6 mm de ancho, el lobo medio cuneado, hasta 7 mm de largo y 10 mm de ancho, profundamente 2-lobado en el ápice con los lobos fuertemente divergentes, disco con 2 callos blancos prominentes en la base y una carina elevada rosada desde la base hasta el seno en el ápice del lobo medio; columna 15 mm de largo, arqueada; ovario y pedicelo juntos 5 cm de largo.

## Distribución y hábitat
Se encuentra desde México hasta Costa Rica y se espera encontrar en Nicaragua.

## Taxonomía
Epidendrum cnemidophorum fue descrita por John Lindley y publicado en Folia Orchidacea. Epidendrum 53–54. 1853.
Etimología
Ver: Epidendrum
cnemidophorum: epíteto
Sinonimia
- Encyclia affinis Schltr.
- Epidendrum affine Rchb.f.
- Epidendrum macrobotryum Lindl. ex Rchb.f.
- Epidendrum pfavii Rolfe[3][4]